# Xylocopa karnyi
Xylocopa karnyi är en biart som beskrevs av Maidl 1912. Xylocopa karnyi ingår i släktet snickarbin, och familjen långtungebin. Inga underarter finns listade i Catalogue of Life.